# Großhartmannsdorf
Großhartmannsdorf là một đô thị trong huyện Mittelsachsen, bang tự do Sachsen, nước Đức. Đô thị Großhartmannsdorf có diện tích 32,23 km², dân số thời điểm ngày 31 tháng 12 năm 2005 là 2807 người.